# Bárbara Muñoz
Bárbara Muñoz (Santiago, 13 de junho de 1985) é uma cantora chilena. Iniciou sua carreira aos dezessete anos, quanto Luis Jara, apresentador de seu país, a convidou para participar do concerto Festival de Viña del Mar. Em seguida, lançou diversos álbum e participou de vários reality shows, em que alguns deles, conseguiu vencer — Nace una Estrella (2002), Rojo Fama Contrafama (2004) e ¡Q'Viva!: The Chosen (2012).

## Discografia
- Ámanecer (2005)
- Bárbara (2007)
- Por confirmar (2011)